# Il canzoniere dell'anno
Il Canzoniere Dell'Anno è stato un programma televisivo italiano andato in onda nel 1992 e 1993. Lo spettacolo, ideato da Adriano Aragozzini e Marcello Mancini, prodotto e organizzato dall'OAI, riunisce tutti i vincitori delle più importanti manifestazioni musicali televisive della stagione precedente.

## Edizione 1992
Presentata da Alba Parietti con Vincenzo Mollica.
Dal teatro dell'Opera di Roma, in onda sabato 30 maggio, su Rai 1, la prima edizione de ''Il canzoniere dell'anno''.
Partecipano gli otto vincitori delle più importanti rassegne musicali della stagione che va da settembre '91 a maggio '92.
Partecipano:
- Aleandro Baldi e Francesca Alotta con ''Non amarmi'' (vincitori nella categoria novità ''festival di Sanremo ''92'');
- Luca Barbarossa con ''Portami a ballare'' (vincitore del ''festival di Sanremo '92'');
- Mietta con ''Il gioco delle parti'' (miglior interprete femminile dell'anno ''vota la voce '91'');
- Paolo Vallesi con ''Le persone inutili'' (Rivelazione dell'anno ''vota la voce '91'');
- Tazenda con ''Disamparados'' (vincitori insieme a Paola Turci del ''Cantagiro '91'');
- Paola Turci con "Stringimi, stringiamoci" (vincitrice insieme ai Tazenda del ''Cantagiro '91'')
- Marco Masini con ''Ti vorrei'' (cantante dell'anno ''vota la voce '91'');
- Gino Paoli con ''Quattro amici'' (migliore album dell'anno ''vota la voce '91'' e 45 giri più gettonato ''festivalbar '91'').

Viene proclamato da una giuria stampa composta da cento testato simbolico ''vincitore dei vinditori ''

## Edizione 1993
Dal teatro dell'Olimpico di Roma, in onda sabato 3 giugno, su Rai 1, la seconda edizione de ''Il canzoniere dell'anno''.
Partecipano gli otto vincitori delle più importanti rassegne musicali della stagione che va da giugno '92 a maggio '93. Vince Fiorella Mannoia.
Partecipano:
- Aleandro Baldi con ''Il sole'';
- Angela Baraldi con ''Mi vuoi bene o no?''
- Alessandro Canino con ''Brutta'';
- Luca Carboni con ''Mare, mare'';
- Clio' con ''Non siamo angeli'';
- Fiorella Mannoia con ''I treni a vapore'';
- Amedeo Minghi con ''I ricordi del cuore'';
- Laura Pausini con ''La solitudine'';
- Enrico Ruggeri con ''Mistero'';
- Tazenda con ''Preghiera semplice'';
- Roberto Vecchioni con ''Voglio una donna''.